# AG2R Prévoyance/2006
Deze pagina geeft een overzicht van de wielerploeg Ag2r Prévoyance in 2006.
| Naam                                    | Geboortedatum | Nationaliteit | Ploeg 2005             |
| --------------------------------------- | ------------- | ------------- | ---------------------- |
| José Luis Arrieta                       | 15-06-1971    | Spanje        | Illes Balears          |
| Mikel Astarloza                         | 17-11-1979    | Spanje        |                        |
| Alexandre Aulas (Stagiair vanaf 01-08)  | 07-04-1986    | Frankrijk     | -                      |
| Sylvain Calzati                         | 01-07-1979    | Frankrijk     |                        |
| Íñigo Chaurreau                         | 14-04-1973    | Spanje        |                        |
| Philip Deignan                          | 07-09-1983    | Ierland       |                        |
| Cyril Dessel                            | 29-11-1974    | Frankrijk     |                        |
| Renaud Dion                             | 06-01-1978    | Frankrijk     | R.A.G.T. Semences      |
| Samuel Dumoulin                         | 20-08-1980    | Frankrijk     |                        |
| Hubert Dupont                           | 13-11-1980    | Frankrijk     | R.A.G.T. Semences      |
| Benoît Ebrard (Stagiair vanaf 01-08)    | 02-03-1983    | Frankrijk     | -                      |
| John Gadret                             | 22-04-1979    | Frankrijk     | Jartazi                |
| Simon Gerrans                           | 16-05-1980    | Australië     |                        |
| Stéphane Goubert                        | 13-03-1970    | Frankrijk     |                        |
| Joeri Krivtsov                          | 07-02-1979    | Oekraïne      |                        |
| Julien Loubet                           | 11-01-1985    | Frankrijk     |                        |
| Francisco Mancebo                       | 09-03-1976    | Spanje        | Illes Balears          |
| Laurent Mangel                          | 22-05-1981    | Frankrijk     |                        |
| Lloyd Mondory                           | 26-04-1982    | Frankrijk     |                        |
| Christophe Moreau                       | 12-04-1971    | Frankrijk     | Crédit Agricole        |
| Carl Naibo                              | 17-08-1982    | Frankrijk     | Bretagne - Jean Floc'h |
| David Navas                             | 10-06-1974    | Spanje        | Illes Balears          |
| Jean-Patrick Nazon                      | 18-01-1977    | Frankrijk     |                        |
| Stéphane Poulhies (vanaf 01-08)         | 26-06-1985    | Frankrijk     | beloften               |
| Erki Pütsep                             | 25-05-1976    | Estland       |                        |
| Christophe Riblon                       | 17-01-1981    | Frankrijk     |                        |
| Nicolas Rousseau (Stagiair vanaf 01-08) | 16-03-1983    | Frankrijk     | -                      |
| Mark Scanlon                            | 10-10-1980    | Ierland       |                        |
| Ludovic Turpin                          | 22-03-1975    | Frankrijk     |                        |
| Aljaksandr Oesaw                        | 27-08-1977    | Wit-Rusland   |                        |
| Tomas Vaitkus                           | 04-02-1982    | Litouwen      |                        |

## Overwinningen
Tour Down Under
1e etappe: Simon Gerrans
Eindklassement: Simon Gerrans
Ronde van Langkawi
6e etappe: Laurent Mangel
Ronde van de Middellandse Zee
4e etappe: Cyril Dessel
Eindklassement: Cyril Dessel
Le Samyn
Renaud Dion
Route Adelie
Samuel Dumoulin
Circuit de Lorraine
1e etappe: Jean-Patrick Nazon
4e etappe: Christophe Riblon
Ronde van Italië
9e etappe: Tomas Vaitkus
Dauphiné Libéré
5e etappe: Ludovic Turpin
Route du Sud
2e etappe: Jean-Patrick Nazon
Nationale kampioenschappen
Estland (wegwedstrijd): Erki Pütsep
Ronde van Frankrijk
8e etappe: Sylvain Calzati
Tour de l'Ain
1e etappe: Cyril Dessel
Eindklassement: Cyril Dessel
Ronde van Spanje
19e etappe: José Luis Arrieta
Herald Sun Tour
Simon Gerrans

## Teams

### Tour Down Under
17 januari–22 januari
- 21.  Simon Gerrans
- 22.  José Luis Arrieta
- 23.  Sylvain Calzati
- 24.  Cyril Dessel
- 25.  Samuel Dumoulin
- 26.  Joeri Krivtsov
- 27.  Aljaksandr Oesaw
- 28.  Ludovic Turpin

### Ronde van het Baskenland
3 april–8 april
- 191.  Carl Naibo
- 192.  Inigo Chaurreau
- 193.  José Luis Arrieta
- 194.  Mikel Astarloza
- 195.  Sylvain Calzati
- 196.  Philip Deignan
- 197.  Hubert Dupont
- 198.  Stéphane Goubert

### Ronde van Romandië
25 april–30 april
- 191.  Francisco Mancebo
- 192.  Christophe Moreau
- 193.  José Luis Arrieta
- 194.  Sylvain Calzati
- 195.  Cyril Dessel
- 196.  John Gadret
- 197.  Stéphane Goubert
- 198.  Ludovic Turpin

### Critérium du Dauphiné Libéré
4 juni–11 juni
- 101.  Francisco Mancebo
- 102.  José Luis Arrieta
- 103.  Mikel Astarloza
- 104.  Cyril Dessel
- 105.  Samuel Dumoulin
- 106.  Stéphane Goubert
- 107.  Christophe Moreau
- 108.  Ludovic Turpin

### Ronde van Oostenrijk
3 juli–9 juli
- 71.  Mark Scanlon
- 72.  John Gadret
- 73. —
- 74.  Lloyd Mondory
- 75.  Carl Naibo
- 76.  David Navas
- 77.  Erki Pütsep
- 78.  Christophe Riblon

2000 · 2001 · 2002 · 2003 · 2004 · 2005 · 2006 · 2007 · 2008 · 2009 · 2010 · 2011 · 2012 · 2013 · 2014 · 2015 · 2016 · 2017 · 2018 · 2019 · 2020 · 2021 · 2022 · 2023 · 2024 · 2025
Ag2r Prévoyance · Bouygues Télécom · Cofidis, Le Crédit par Téléphone · Crédit Agricole · Team CSC · Davitamon-Lotto · Discovery Channel Pro Cycling Team · Euskaltel-Euskadi · La Française des Jeux · Team Gerolsteiner · Illes Balears-Caisse D'Espargne · Lampre-Fondital · Astana · Liquigas - Bianchi · Phonak Hearing Systems · Quick Step-Innergetic · Rabobank · Saunier Duval-Prodir · Team Milram · T-Mobile Team